# Сентезева вила
Сентезевата вила (на гръцки: Βίλα Σεντέζη) е къща в град Лерин, Гърция, обявена за паметник на културата.

## Местоположение
Вилата е на площад „Маратон“ в северната част на града.

## История
В 1930 година Василиос Сентезис, бежанец от Лозенград, финансира изграждането на две архитектурни перли на Лерин на площад „Маратон“. Днес в едната се помещава кафе-бар „Аерино“, а другата, от другата страна на улица „Вогацико“ е вилата.

## Архитектура
Развита е на две основни нива и полусутерен. Типологията на плана на последния етаж се характеризира с основното тяло, оформено в L-форма, като главният вход е оформен във вътрешния ъгъл, с монументалното бароково стълбище. Вилата е представителен пример за графична архитектура в Лерин. На фасадата е оформен троен сводест отвор и триъгълен фронтон, като в центъра е изписана датата на построяване: 1930.